# John Ross House (Georgia)
Das John Ross House ist ein historisches Wohnhaus in der Ortschaft Rossville im amerikanischen Bundesstaat Georgia. Rossville liegt im Walker County an der Grenze zu Tennessee, etwa 10 km südlich von Chattanooga. Das John Ross House befindet sich an einer unbenannten Straße Rossvilles, die gegenüber der Spring Street von der Lake Avenue abzweigt.
Das Gebäude war von 1830 bis zur endgültigen Vertreibung der Cherokee auf dem Trail of Tears 1838 Wohnhaus von John Ross, einem der wichtigsten Häuptlinge der Cherokee im 19. Jahrhundert. Als bedeutendes Wahrzeichen der Geschichte der Beziehungen zwischen den amerikanischen Ureinwohnern und den Siedlern wurde das Haus 1973 ins Verzeichnis historischer Stätten (NRHP) der USA aufgenommen und gleichzeitig als National Historic Landmark ausgezeichnet.

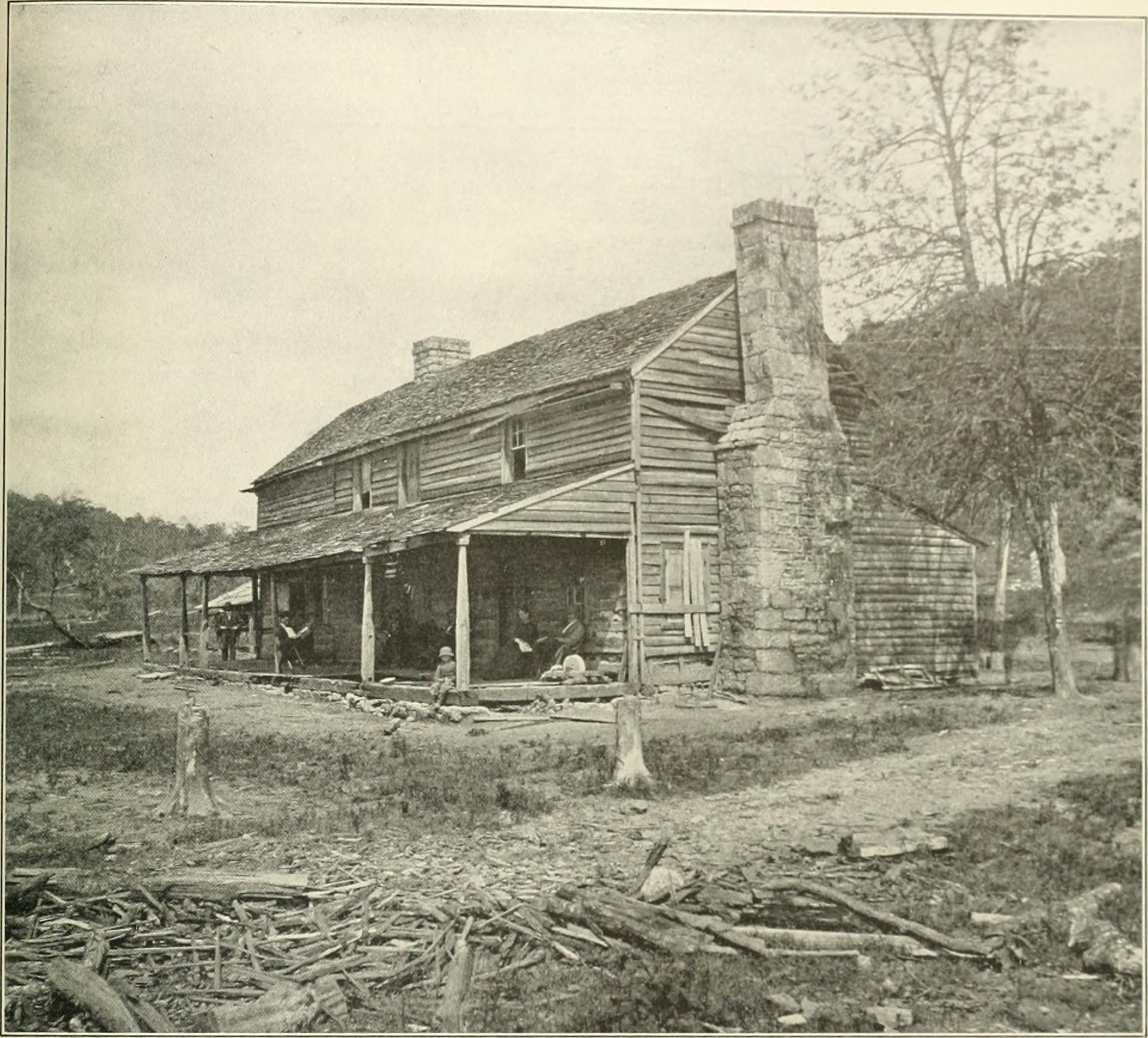
John Ross House, 1911

## Beschreibung des Bauwerks
Das John Ross House ist ein zweistöckiges Blockhaus, das aus zwei Blockhälften besteht. Zwischen den beiden Blockhälften befindet sich im Erdgeschoss ein Durchgang, an der rechten und linken Außenseite des Hauses befindet sich je ein Steinkamin. Das Dach ist ein niedriges Holzschindeldach. Die Stämme des Gebäudes sind mit Zement verputzt. Die linke Hälfte besteht aus einem Raum mit den Maßen 4,9 m2, der größere rechte Block misst 4,9 × 7,0 m, der Treppenaufgang ins Obergeschoss ist in der südöstlichen Ecke des größeren, rechten Raums. Im Obergeschoss befinden sich drei Wohnräume. Die beiden äußeren haben dieselben Maße wie die darunter liegenden Räume des Erdgeschosses; der dritte Raum befindet sich über dem Durchgang. Vor der Eingangsfront des Hauses erstreckt sich im Erdgeschoss eine Veranda über die gesamte Hausbreite.
Die moderne Lage zwischen der Lake Avenue und der Andrews Street in Rossville ist nicht original. Seit Mitte der 1950er Jahre war das Haus in der Innenstadt des Ortes zunehmend verfallen, aufgrund der jüngeren Umgebungsbebauung mit Geschäftsgebäuden war es schwer zugänglich. 1962 wurde das Denkmal auf Initiative der damals zum Erhalt des Wahrzeichens gegründeten Chief John Ross House Association komplett renoviert und in eine parkähnliche Umgebung in der Nähe umgesetzt, etwa 140 m vom ursprünglichen Standort entfernt, aber immer noch auf dem früheren Landbesitz von John Ross.

## Geschichte
Das John Ross House ist der ursprüngliche Kern des Ortes Rossville, der ebenfalls nach dem Cherokee-Häuptling benannt wurde. Nach Berichten von Lokalhistorikern wurde das John Ross House an der Missionary Ridge, einer Hügelkette an der Grenze zwischen Georgia und Tennessee, 1797 erbaut. Erbauer wäre demnach der Großvater von John Ross gewesen, ein schottischer Einwanderer namens John McDonald, der eine Cherokee-Frau geheiratet hatte. Zu dieser Zeit war die gesamte Gegend Cherokee-Gebiet.
Die genannte Datierung geht zurück auf Veröffentlichungen der Lokalhistorikerin Gertrude Ruskin, die sich seit den 1950er Jahren für den Erhalt des Hauses engagierte. Tatsächlich ließ sich aber aus schriftlichen Quellen auf eine Existenz des Hauses nicht vor 1816 schließen. Eine dendrochronologische Untersuchung bestätigte 2012 zusätzlich, dass das Haus nicht vor 1816/17 erbaut wurde, und machte wahrscheinlich, dass John Ross selbst das Haus erbaute oder den Bau in Auftrag gab.
Das Haus ist auch unabhängig von John Ross eine historisch bedeutende Stätte, weil es, den Berichten der Lokalhistoriker folgend, eine der ersten Schulen im Norden Georgias beherbergte, außerdem die erste Poststation und den ersten wichtigen Handelsposten in der Gegend.
Als historisch gesichert kann damit gelten, dass das Gebäude nicht vor 1816 erbaut wurde, dass es nach 1817 als Postamt diente, dass John Ross mit der Betreuung dieser Post-Station beauftragt war und dass bereits die Post-Station als Rossville bezeichnet wurde. Kurz zuvor (1816) hatte Ross nördlich davon eine Handelsstation etabliert, die Ross' Landing genannt wurde – das spätere Chattanooga.
Das Haus war von 1830 bis 1838 der letzte Rückzugsort des Häuptlings in Georgia, nachdem seine Besitzungen bei Rome 1830 enteignet worden waren. Um das Haus herum entstand nach 1838 der Ort Rossville, der 1905 durch den Staat Georgia zur Stadt erklärt wurde. Das John Ross House ist eines der ältesten erhaltenen Wohngebäude im Norden Georgias; im amerikanischen Bürgerkrieg wurde es von beiden Seiten als Krankenhaus genutzt.
Am 7. November 1973 wurde das Gebäude in das National Register of Historic Places aufgenommen sowie zum National Historic Landmark der Vereinigten Staaten erklärt, zeitgleich mit Chieftains, dem Wohnhaus seines Kontrahenten Major Ridge in Rome.